# Dominikanerkloster St. Nicolai
Das ehemalige Dominikanerkloster St. Nicolai steht in der Schweizer Stadt Chur an der Nikolaigasse zwischen dem Fontanapark im Norden und dem Kornplatz im Süden.
Das Kloster wurde 1288 an den heutigen Standort verlegt. Als in Chur die Reformation eingeführt wurde, funktionierten Heinrich Bullinger, Johannes Comander und Johann Travers das Kloster 1539 zur Lateinschule um. Nach den Bündner Wirren 1658 wurde es endgültig aufgehoben. Heute sind eine Primarschule, Räume der kaufmännischen Berufsschule, die Stadtpolizei und das Trauungszimmer des Zivilstandsamts darin untergebracht.

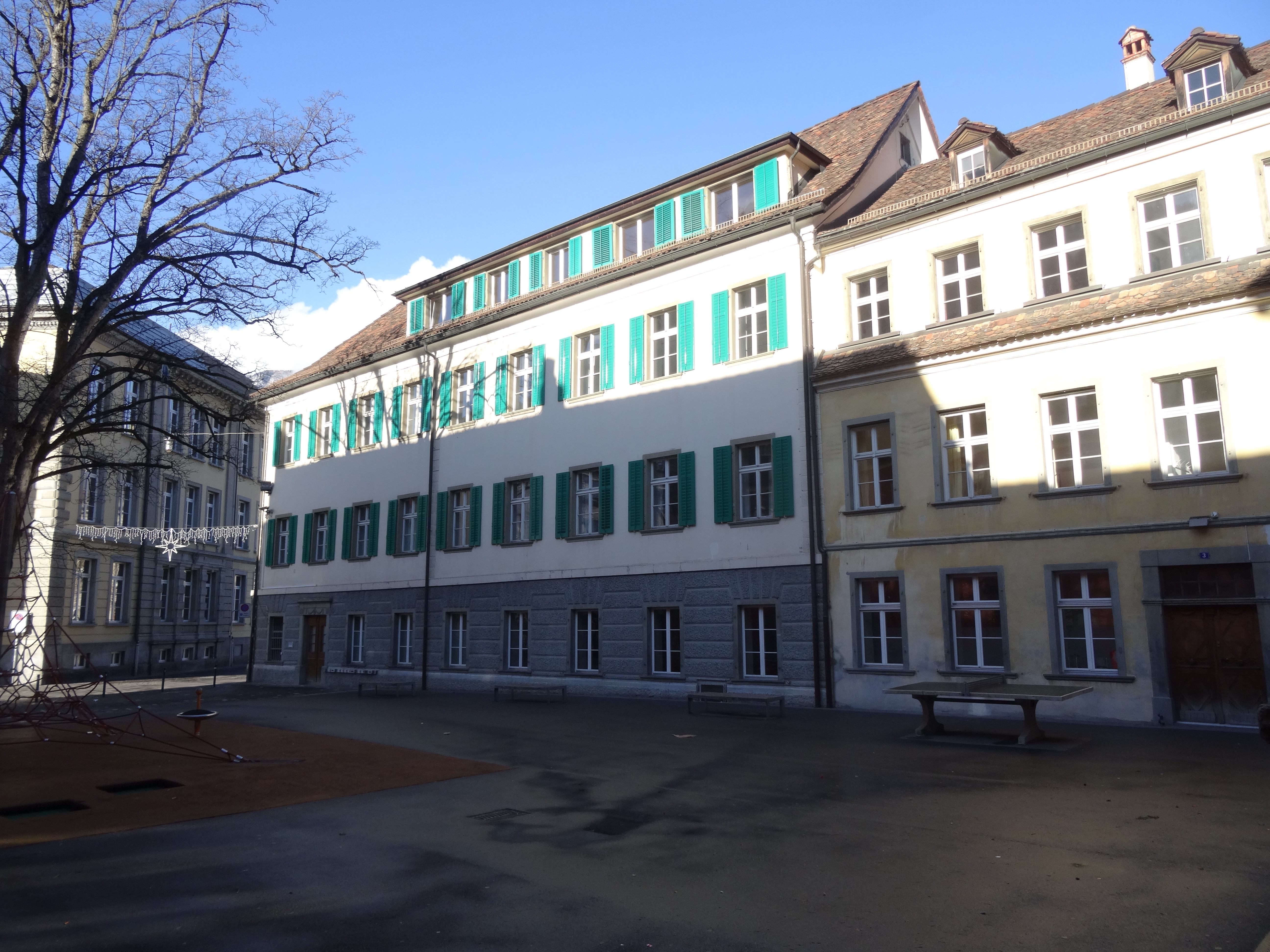
Nordflügel
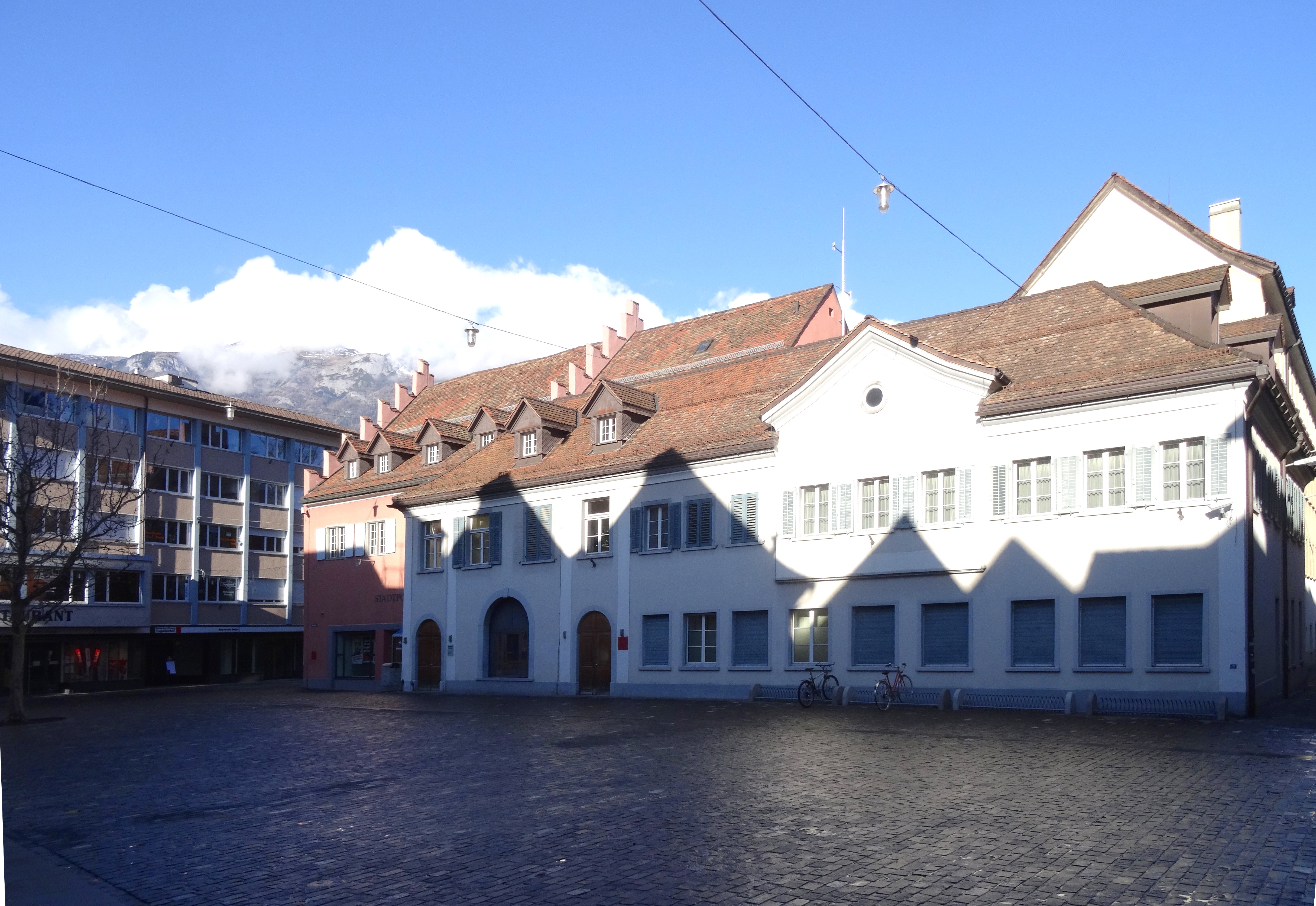
Südflügel